# Liga Mexicana del Pacífico 2009-10
La Temporada 2009-10 de la Liga Mexicana del Pacífico fue la 52.ª edición, llevó el nombre de Ing. Renato Vega Alvarado y comenzó el 9 de octubre de 2009.
La temporada finalizó el 29 de enero de 2010, con la coronación de los Naranjeros de Hermosillo al vencer 4-3 en serie final a los Venados de Mazatlán.

## Sistema de competencia

### Temporada regular
La temporada regular consta de dos mitades lo cual abarca un total de 68 juegos a disputarse para cada uno de los ocho clubes que conforman a la Liga Mexicana del Pacífico. La primera mitad está integrada de 35 juegos para cada club y la segunda de 33 juegos para cada club. Al término de cada mitad, se asigna un puntaje que va de 3 a 8 puntos en forma ascendente, según la clasificación (standing) general de cada club. A continuación se muestra la distribución de dicho puntaje:
- Primera posición: 8 puntos
- Segunda: 7 puntos
- Tercera: 6 puntos
- Cuarta: 5 puntos
- Quinta: 4,5 puntos
- Sexta: 4 puntos
- Séptima: 3,5 puntos
- Octava: 3 puntos

### Postemporada
Tras el término de la segunda vuelta, los seis equipos con mayor puntaje sobre la base de las dos mitades de la temporada regular pasan a la etapa denominada postemporada (play-offs). En esta etapa, los equipos se enfrentan entre sí en una serie de siete juegos donde deben ganar cuatro para avanzar a las semifinales. Es importante señalar que los tres equipos que obtuvieron mayor puntaje en la temporada regular empiezan la serie con dos juegos en su estadio (esta etapa de juego es conocida como «repesca»), para continuar con tres partidos en el estadio contrario y finalmente concretar la serie de nuevo en su estadio. Estos últimos dos juegos no son necesarios si alguno de los equipos obtiene una ventaja clara en la serie sobre su rival.

### Semifinales
Para la etapa de semifinales, pasan los tres equipos con mejor posición en el standing de juegos ganados y perdidos más uno adicional que es denominado «mejor perdedor», el cual resulta de poseer la mayor cantidad de juegos ganados en la repesca, principalmente. De esta manera, el mejor perdedor se enfrenta como visitante al equipo mejor situado del standing en una serie, mientras que el segundo y el tercero hacen lo mismo a su vez. En el caso del mejor perdedor, no puede enfrentarse al equipo con el que disputó la primera fase de play-offs.

### Final
Se da entre los equipos que ganaron en la etapa de semifinales.

## Equipos participantes
| Liga Mexicana del Pacífico 2009-10 |           |             |                           |                          |           |
| Equipo                             | Fundación | Mánager     | Ciudad                    | Estadio                  | Capacidad |
| Águilas de Mexicali                | 1948      | Por definir | Mexicali, Baja California | Casas GEO                | 17,000    |
| Algodoneros de Guasave             | 1970      | Lino Rivera | Guasave, Sinaloa          | Francisco Carranza Limón | 8,000     |
| Cañeros de Los Mochis              | 1947      | Por definir | Los Mochis, Sinaloa       | Emilio Ibarra Almada     | 11,000    |
| Mayos de Navojoa                   | 1950      | Por definir | Navojoa, Sonora           | Manuel Ciclón Echeverría | 12,500    |
| Naranjeros de Hermosillo           | 1944      | Homar Rojas | Hermosillo, Sonora        | Héctor Espino            | 15,000    |
| Tomateros de Culiacán              | 1965      | Por definir | Culiacán, Sinaloa         | General Ángel Flores     | 16,000    |
| Venados de Mazatlán                | 1945      | Por definir | Mazatlán, Sinaloa         | Teodoro Mariscal         | 12,000    |
| Yaquis de Ciudad Obregón           | 1947      | Por definir | Ciudad Obregón, Sonora    | Tomás Oroz Gaytán        | 13,000    |

## Standings

### Primera vuelta
| Equipos                  | JJ | JG | JP | JE | JV   | PCT  | PTS |
| ------------------------ | -- | -- | -- | -- | ---- | ---- | --- |
| Venados de Mazatlán      | 35 | 25 | 10 | -  | -    | .714 | 8   |
| Águilas de Mexicali      | 35 | 21 | 14 | -  | 4.0  | .600 | 7   |
| Naranjeros de Hermosillo | 34 | 18 | 16 | -  | 6.5  | .529 | 6   |
| Yaquis de Ciudad Obregón | 35 | 18 | 17 | -  | 7.0  | .514 | 5   |
| Mayos de Navojoa         | 35 | 17 | 18 | -  | 8.0  | .486 | 4.5 |
| Cañeros de Los Mochis    | 35 | 14 | 20 | 1  | 10.5 | .412 | 4   |
| Algodoneros de Guasave   | 34 | 13 | 20 | 1  | 11.0 | .394 | 3.5 |
| Tomateros de Culiacán    | 33 | 11 | 22 | -  | 13.0 | .333 | 3   |

### Segunda vuelta
| Equipos                  | JJ | JG | JP | JE | JV  | PCT  | PTS |
| ------------------------ | -- | -- | -- | -- | --- | ---- | --- |
| Naranjeros de Hermosillo | 33 | 23 | 10 | -  | -   | .697 | 8   |
| Tomateros de Culiacán    | 33 | 19 | 13 | 1  | 0.5 | .594 | 7   |
| Yaquis de Ciudad Obregón | 33 | 19 | 13 | 1  | 0.5 | .594 | 6   |
| Algodoneros de Guasave   | 33 | 16 | 17 | -  | 4.0 | .485 | 5   |
| Venados de Mazatlán      | 35 | 15 | 18 | -  | 5.0 | .455 | 4.5 |
| Mayos de Navojoa         | 35 | 15 | 18 | -  | 5.0 | .455 | 4   |
| Cañeros de Los Mochis    | 35 | 14 | 19 | -  | 6.0 | .424 | 3.5 |
| Águilas de Mexicali      | 35 | 13 | 20 | -  | 7.0 | .394 | 3   |

### Standings General
| Equipos                  | JJ | JG | JP | JE | JV   | PCT  | PTS  |
| ------------------------ | -- | -- | -- | -- | ---- | ---- | ---- |
| Naranjeros de Hermosillo | 68 | 39 | 29 | -  | -    | .573 | 14   |
| Venados de Mazatlán      | 68 | 36 | 32 | -  | 3.0  | .529 | 12.5 |
| Yaquis de Ciudad Obregón | 68 | 38 | 30 | -  | 1.0  | .558 | 11   |
| Águilas de Mexicali      | 68 | 38 | 30 | -  | 1.0  | .558 | 10   |
| Tomateros de Culiacán    | 68 | 38 | 30 | -  | 1.0  | .558 | 10   |
| Mayos de Navojoa         | 68 | 33 | 35 | -  | 6.0  | .485 | 8.5  |
| Algodoneros de Guasave   | 68 | 31 | 37 | -  | 8.0  | .455 | 8.5  |
| Cañeros de Los Mochis    | 68 | 19 | 49 | -  | 20.0 | .279 | 7.5  |

| Avanza a los playoffs |

Nota 1: En empate entre Mexicali y Culiacán se definió por el criterio de dominio(Mexicali domino a Culiacán).
Nota 2: En empate entre Navojoa y Guasave se definió por el criterio de mejor porcentaje de ganados y perdidos.

## Playoffs
|  | Primer Play Off | Primer Play Off | Primer Play Off |            |          | Semifinales | Semifinales | Semifinales |  |          | Final    | Final | Final |  |
|  |                 |                 |                 |            |          |             |             |             |  |          |          |       |       |  |
|  |                 |                 |                 |            |          |             |             |             |  |          |          |       |       |  |
|  | Mexicali        | Mexicali        | 1               |            |          |             |             |             |  |          |          |       |       |  |
|  | Mexicali        | Mexicali        | 1               |            |          |             |             |             |  |          |          |       |       |  |
|  | Obregón         | Obregón         | 4               |            |          |             |             |             |  |          |          |       |       |  |
|  | Obregón         | Obregón         | 4               |            | Mazatlán | Mazatlán    | 4           |             |  |          |          |       |       |  |
|  |                 |                 |                 |            | Mazatlán | Mazatlán    | 4           |             |  |          |          |       |       |  |
|  |                 |                 | Obregón         | Obregón    | 1        |             |             |             |  |          |          |       |       |  |
|  | Culiacán        | Culiacán        | Obregón         | Obregón    | 1        | 3           |             |             |  |          |          |       |       |  |
|  | Culiacán        | Culiacán        |                 |            |          |             |             |             |  |          |          |       |       |  |
|  | Mazatlán        | Mazatlán        | 4               |            |          |             |             |             |  |          |          |       |       |  |
|  | Mazatlán        | Mazatlán        | 4               |            |          |             |             |             |  | Mazatlán | Mazatlán | 3     |       |  |
|  |                 |                 |                 |            |          |             |             |             |  | Mazatlán | Mazatlán | 3     |       |  |
|  |                 |                 | Hermosillo      | Hermosillo | 4        |             |             |             |  |          |          |       |       |  |
|  |                 |                 | Hermosillo      | Hermosillo | 4        |             |             |             |  |          |          |       |       |  |
|  |                 |                 |                 |            |          |             |             |             |  |          |          |       |       |  |
|  |                 |                 |                 |            |          |             |             |             |  |          |          |       |       |  |
|  |                 | Culiacán        | Culiacán        | 0          |          |             |             |             |  |          |          |       |       |  |
|  |                 |                 |                 | 0          |          |             |             |             |  |          |          |       |       |  |
|  |                 |                 | Hermosillo      | Hermosillo | 4        |             |             |             |  |          |          |       |       |  |
|  | Navojoa         | Navojoa         | Hermosillo      | Hermosillo | 4        | 2           |             |             |  |          |          |       |       |  |
|  | Navojoa         | Navojoa         |                 |            |          |             |             |             |  |          |          |       |       |  |
|  | Hermosillo      | Hermosillo      | 4               |            |          |             |             |             |  |          |          |       |       |  |
|  | Hermosillo      | Hermosillo      | 4               |            |          |             |             |             |  |          |          |       |       |  |
|  |                 |                 |                 |            |          |             |             |             |  |          |          |       |       |  |

### Primer Play Off
| Equipos                  | JJ | JG | JP | JE | JV  | PCT   |
| ------------------------ | -- | -- | -- | -- | --- | ----- |
| Yaquis de Ciudad Obregón | 5  | 4  | 1  | -  | -   | 1.000 |
| Naranjeros de Hermosillo | 6  | 4  | 2  | -  | -   | .800  |
| Venados de Mazatlán      | 7  | 4  | 3  | -  | -   | .667  |
| Tomateros de Culiacán    | 7  | 3  | 4  | -  | 1.0 | .333  |
| Mayos de Navojoa         | 6  | 2  | 4  | -  | 2.0 | .200  |
| Águilas de Mexicali      | 5  | 1  | 4  | -  | 3.0 | .000  |

| Avanza a semifinales |

| Avanza como comodín |

### Semifinales
| Equipos                  | JJ | JG | JP | JE | JV  | PCT   |
| ------------------------ | -- | -- | -- | -- | --- | ----- |
| Naranjeros de Hermosillo | 4  | 4  | 0  | -  | -   | 1.000 |
| Venados de Mazatlán      | 5  | 4  | 1  | -  | -   | .800  |
| Yaquis de Ciudad Obregón | 5  | 1  | 4  | -  | 3.0 | .200  |
| Tomateros de Culiacán    | 4  | 0  | 4  | -  | 4.0 | .000  |

| Avanza a la Final |

### Final
| Equipos                  | JJ | JG | JP | JE | JV  | PCT  |
| ------------------------ | -- | -- | -- | -- | --- | ---- |
| Naranjeros de Hermosillo | 7  | 4  | 3  | -  | -   | .571 |
| Venados de Mazatlán      | 7  | 3  | 4  | -  | 1.0 | .429 |

| Campeón |

## Cuadro de honor
| Equipos                  | Posición   |
| ------------------------ | ---------- |
| Naranjeros de Hermosillo | Campeón    |
| Venados de Mazatlán      | Subcampeón |
| Yaquis de Ciudad Obregón | 3° Lugar   |
| Tomateros de Culiacán    | 4° Lugar   |
| Mayos de Navojoa         | 5° Lugar   |
| Águilas de Mexicali      | 6° Lugar   |
| Algodoneros de Guasave   | 7° Lugar   |
| Cañeros de Los Mochis    | 8° Lugar   |

## Designaciones
A continuación se muestran a los jugadores más valiosos de la temporada.
| Designación         | Trofeo             | Ganador             | Equipo                   |
| ------------------- | ------------------ | ------------------- | ------------------------ |
| Jugador Más Valioso | Héctor Espino      | Luis Alfonso García | Naranjeros de Hermosillo |
| Pitcher del Año     | Vicente Romo       | Pablo Ortega        | Venados de Mazatlán      |
| Novato del año      | Baldomero Almada   | Sebastián Valle     | Cañeros de Los Mochis    |
| Mánager del Año     | Benjamín Reyes     | Orlando Sánchez     | Mayos de Navojoa         |
| Mánager Campeón     | Francisco Estrada  | Homar rojas         | Naranjeros de Hermosillo |
| Campeón de Bateo    | Matías Carrillo    | Sandy Madera        | Cañeros de Los Mochis    |
| Campeón de Pitcheo  |                    | Pablo Ortega        | Venados de Mazatlán      |
| Ejecutivo del año   | Horacio López Díaz | Enrique Mazón Rubio | Naranjeros de Hermosillo |
| Gerente del año     | Abundio Vargas     | Juan Aguirre        | Naranjeros de Hermosillo |

## Guantes de Oro
A continuación se muestran a los ganadores de los Guantes de Oro de la temporada.
| Posición | Jugador              | Equipo                                     |
| 1B       | Luis Alfonso García  | Naranjeros de Hermosillo                   |
| 2B       | Carlos Gastélum      | Naranjeros de Hermosillo                   |
| 3B       | Oscar Robles         | Águilas de Mexicali                        |
| SS       | Carlos Orrantia      | Cañeros de Los Mochis                      |
| JD       | Luis Mauricio Suárez | Cañeros de Los Mochis                      |
| JC       | Román Peña Zonta     | Águilas de Mexicali                        |
| JI       | Jesús Cota           | Tomateros de Culiacán                      |
| C        | Noé Muñoz            | Algodoneros de Guasave Águilas de Mexicali |
| P        | Francisco Campos     | Naranjeros de Hermosillo                   |